# Karl Christian Wilhelm von Closen-Heidenburg
Karl Christian Wilhelm von Closen-Heidenburg (1718 - 24 de septiembre de 1764, Zweibrücken), barón, fue un militar alemán del siglo XVIII, al servicio de Francia.

## Orígenes y familia
Karl Christian Wilhelm von Closen nació en Baviera, en 1718, de una de las más antiguas familias nobles de este ducado, que también floreció en Suabia. Perteneció a la rama Closen-Heidenburg (Haidenburg). Esta ilustre familia produjo un número importante de militares al servicio del Reino de Francia desde el reinado de Luis XIV. Su origen se remonta al siglo XII.

## Carrera militar
Hay muchas razones para creer que se destinó temprano a la profesión de las armas, puesto que su educación apenas terminaba cuando la guerra, que surgió en 1733, entre Francia y la Casa de Austria, le sacó de la casa paterna; a partir de este momento los campos y los ejércitos se volvieron su patria.
Fue en el regimiento Daun, al servicio del emperador Carlos VI, que hizo sus primeras armas. A la muerte de este príncipe, Closen regresó a su tierra natal y prestó servicio como oficial en el ejército del Electorado de Baviera alcanzando, en 1742, el grado de capitán en el Regimiento Taxis y luego el grado de teniente coronel en el Regimiento de Dragones Fugger. 
En 1747, alcanzó el grado de capitán en el Regimiento Royal-Bavière, una unidad de infantería alemana al servicio del Rey de Francia. 
El 1 de abril de 1757, fue designado como el primer comandante del Regimiento Royal-Deux-Ponts; otra unidad militar alemana al servicio de Francia y que tenía como coronel propietario al duque Christian IV von Pfalz-Zweibrücken. Puesto bajo las órdenes del mariscal de Broglie, fue destinado a prestar servicio en el ejército francés en Alemania, (Landgraviato de Hessen-Kassel), hasta el fin de la Guerra de los Siete Años.
En agosto de 1758, alcanzó el grado de «Brigadier des Armées du Roi».
Participó en la batalla de Korbach (10 de julio de 1760).
En febrero de 1761, fue ascendido a «Maréchal de camp».
El 27 de febrero de 1761, el «Baron de Closen» resignó su puesto como coronel comandante del Regimiento Royal-Deux-Ponts al teniente coronel von Scheidt, un noble descendiente de una familia de la Lorena alemana. Scheidt fue reconocido como «colonel en second»; Closen fue comandante nominal del Regimiento hasta 1772.
El 20 de marzo de 1761, el duque de Broglie envió refuerzos (3 brigadas de caballería y los «Grenadiers de France») al conde de Stainville para atacar al príncipe heredero de Brunswick; también envió al «Baron de Closen» a Stangenrod para apoyar el ataque principal de Stainville sobre Grünberg y prevenir cualquier contraataque Aliado. En esta acción, los Aliados perdieron 3,000 hombres (incluyendo 2,000 prisioneros, 18 colores, 1 estandarte y 14 piezas de artillería). Los franceses perdieron alrededor de 100 hombres entre muertos y heridos; el «Baron de Closen» fue herido en un codo por una bala de mosquete.
El «Baron de Closen», fue un oficial general de gran mérito, de rara inteligencia y alta capacidad de trabajo, alcanzó la mayor confianza de parte del mariscal de Broglie, justamente merecida por la brillante manera en que siempre había servido. Durante los preparativos que antecedieron a la batalla de Vellinghausen (15 de julio de 1761), recibió del mariscal la orden de acercarse a los enemigos en la mayor medida posible, tomando posiciones ventajosas, para así facilitar al ejército del mariscal atacar con éxito el ala izquierda del ejército del príncipe Fernando de Brunswick, girando y tomando hacia atrás, mientras que el ejército del Bajo Rin («Armée du Bas-Rhin»), a las órdenes del mariscal Soubise atacaría el flanco derecho y formaría un segundo ataque contra el centro. La descoordinación de las fuerzas francesas y la enemistad de los dos mariscales provocó que las tropas francesas fueran vencidas, perdiendo 5.000 soldados, cinco banderas y nueve piezas de artillería.
El 3 de septiembre de 1761, el «Baron de Closen» ataca y ocupa el castillo de Sababurg, cerca de Hofgeismar, el 24 de septiembre, al mando de un cuerpo de 7.500 franceses, con numerosa artillería, apareció frente a Wolfenbüttel y comenzó el bombardeo a una guarnición de 2,000 hombres que defendía esta plaza.
En 1763, el rey Luis XV le nombró comendador de la Orden de San Luis. 
Murió en Zweibrücken, Ducado de Pfalz-Zweibrücken, el 24 de septiembre de 1764.

## Matrimonio y descendencia
Karl Christian Wilhelm von Closen-Heidenburg se casó, el 29 de diciembre de 1760, con Marie Luise von Esebeck (1746-1787), hija de Johann Asmus, Freiherr von Esebeck († 1770), Ministro de Estado del duque Christian IV von Pfalz-Zweibrücken. 